# Zatyszok
Zatyszok (ukr. Затишок) – osiedle na Ukrainie, w obwodzie czerkaskim, w rejonie humańskim, w hromadzie Ładyżyn. W 2001 liczyło 413 mieszkańców, spośród których 408 wskazało jako ojczysty język ukraiński, 3 rosyjski, 1 mołdawski, a 1 białoruski.